# Rodrigo Santoro
Rodrigo Junqueira dos Reis Santoro (Petrópolis, Rio de Janeiro, Brazília, 1975. augusztus 22.) brazil színész.

## Életrajz
Rodrigo Santoro egy olasz apa és egy Portugáliában élő brazil anya gyermeke. Színészként először Rio de Janeiro-ban próbált szerencsét. Eleinte brazil tv-sorozatokban szerepelt, de aztán felajánlottak neki egy szerepet a Charlie angyalai: Teljes gőzzel c. filmben, ami elindította karrierjét Hollywoodban. Később csatlakozott a Lost csapatához a 3. évadban.

## Gyermekkor és korai karrierje
Santoro gyerekkora óta érdeklődést mutatott a színpad iránt. Otthon minden karácsonykor és húsvétkor bábjátékokat mutatott be családjának. 14 évesen már sokan dicsérték színpadi mozgását. A színjátszás hozza össze első barátnőjével is.
Santoro sokat járt Rio de Janeiro-ba szörfözni, később főiskolásként oda is költözött. Jelentkezett a TV Globo-hoz, bízva abban, hogy ez segíti elindítani a karrierjét.
1993-ban marketingesként bevették a PUC-hoz. Ugyanabban az évben mellékszerepet kapott elkezdte az első színjátszásszerepét egy szappanoperában. Ekkor még kollégista volt, első lakását – ami Copacabana tengerpartján volt – otthagyta, mert egy eltévedt golyó majdnem eltalálta.

## Karrier
Az első főműsoridős szerepét 1994-ben kapta, a Pátria Minha című szappanoperában. A rossz kritikák és nézői visszajelzések miatt a gyártást lerövidítették, de Santorónak sikerült elég pénzt keresnie, hogy saját lakást béreljen Leblon elegáns negyedében.
1996-ban ő játszotta az O Amor Está… férfifőszerepét. Ez a szappanopera is rossz kritikákat kapott, ráadásul a forgatások miatt kénytelen volt otthagyni a főiskolát. Abban az évben bekerült egy másik sorozatba, amit viszont már lelkesen fogadott a közönség.
1998-ban újabb tapasztalatokat szerzett a Como Ser Solteiro sorozatban. Ekkoriban már egyre több kritikus hangoztatta, hogy a tehetségét mozifilmekben is kamatoztathatná. Santoro szerint Franciscan megszemélyesítésével kapta a élete legkeményebb kritikáját. Franciscan pap volt, aki beleszeretett Hildába, egy prostituáltba.
Az első jelentős szerepe a mozivásznon 2001-ben volt. Eleinte sokan kritizálták a szappanoperákban való szerepeiért, de végül a film meggyőzte a nézőket és a kritikusokat is.
A 2002-es Golden Globe-díjkiosztón jelölték a filmet a "Legjobb külföldi film" kategóriában.
Egy másik filmjében egy transzszexuális rabot játszott, akit Lady Di-ként ismertek.
Hamarosan kapott egy szerepet Columbia Pictures-től a Charlie Angyalai: Teljes gőzzel c. filmben, és ez végre elindította a karrierjét Hollywoodban. Ezután szerepelt egy romantikus vígjátékban (Love Actually-Igazából szerelem) Hugh Grant mellett. 2004-ben főszerepben játszott Nicole Kidman mellett egy 2 perces reklámfilmben, amit a Chanelnek készítettek. 2006-ban Santoro az Oceanic Flight 815 túlélőjeként, Paolo-ként csatlakozott a Lost harmadik évadának szereplőgárdájához. Első megjelenése a Further Instructions c. részben volt.
Transzcendentális meditációt és különféle sportokat űz, mikor az ideje megengedi. The Doors rajongó és szereti William Shakespeare műveit. A kedvenc színészei Robert De Niro és Al Pacino.

## Filmográfia

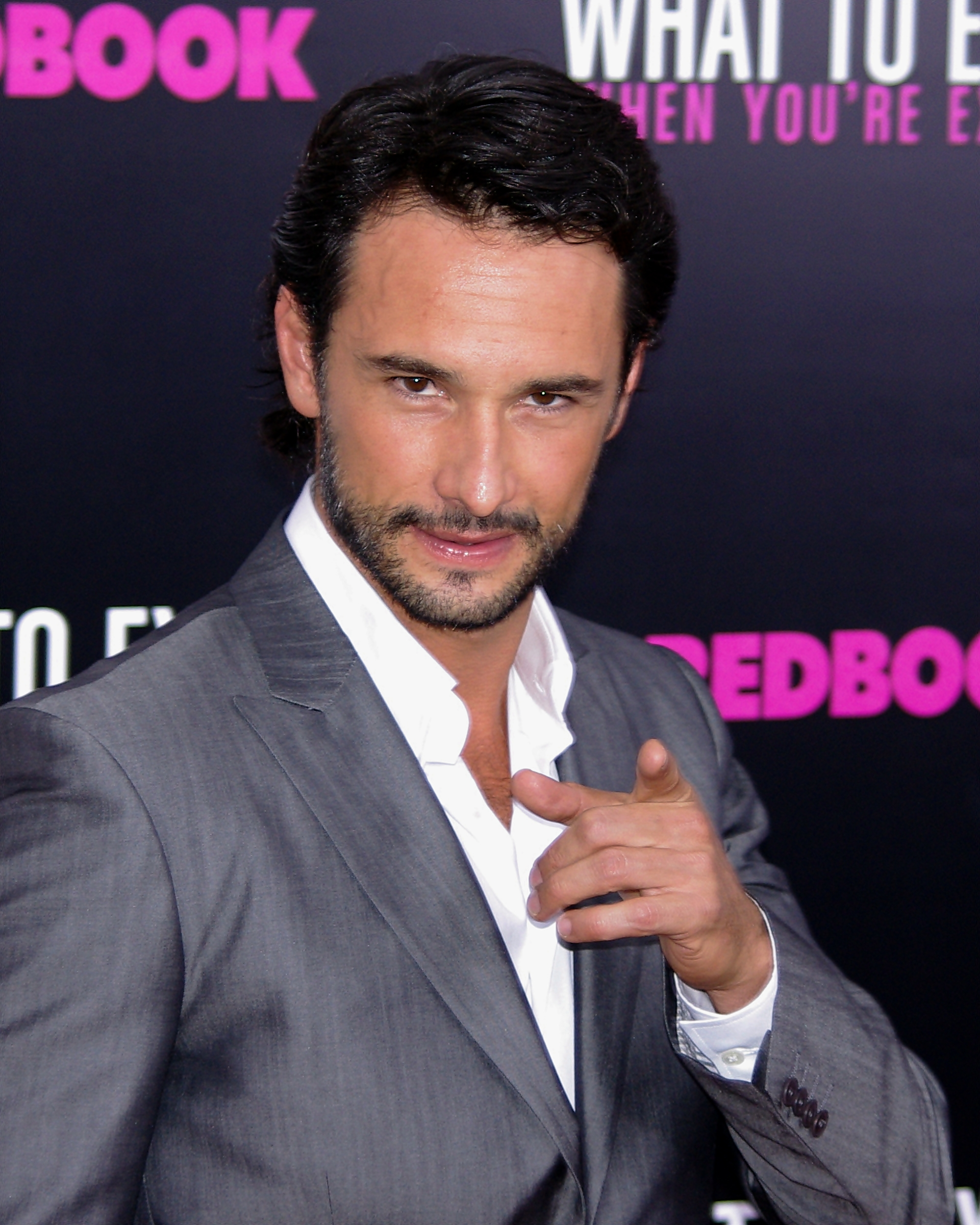
Santoro a Várandósok - Az a bizonyos 9 hónap premierjén, New York, 2012. május 9.

| Év        | Cím (eredeti cím)                                                            | Szerep                             | Magyar hang          | Megjegyzések                                            |
| --------- | ---------------------------------------------------------------------------- | ---------------------------------- | -------------------- | ------------------------------------------------------- |
| 1993      | (Olho no Olho)                                                               | Pedro                              |                      | brazil telenovella                                      |
| 1994      | (Pátria Minha)                                                               | Fernando                           |                      | brazil telenovella                                      |
| 1995      | (Explode Coração)                                                            | Sérgio                             |                      | brazil telenovella                                      |
| 1996      | (Depois do Escuro)                                                           | Julio                              |                      | rövidfilm                                               |
| 1996      | (A Comédia da Vida Privada)                                                  |                                    |                      | brazil minisorozat                                      |
| 1996      | (Sai de Baixo)                                                               | Gama                               |                      | egy epizód                                              |
| 1997      | (O Amor Está no Ar)                                                          | Léo                                |                      | brazil telenovella                                      |
| 1998      | (Como Ser Solteiro)                                                          | önmaga                             |                      |                                                         |
| 1998      | (Hilda Furacão)                                                              | Frei Malthus                       |                      | brazil minisorozat                                      |
| 1999      | (O Trapalhão e a Luz Azul)                                                   | muskétás                           |                      | film                                                    |
| 1999      | (Suave Veneno)                                                               | Eliseu Vieira                      |                      | brazil telenovella                                      |
| 2001      | A hétfejű szörny (Bicho de Sete Cabeças)                                     | Wilson Souza Neto                  |                      | film                                                    |
| 2001      | A senki földjén (Abril Despedaçado)                                          | Tonho                              | Láng Balázs          | film                                                    |
| 2001      | (Estrela-Guia)                                                               | Carlos Charles                     |                      | brazil telenovella                                      |
| 2001      | (Os Normais)                                                                 | Júlio                              |                      | egy epizód                                              |
| 2002      | (Pastores da Noite)                                                          | Padre Gomes                        |                      | brazil minisorozat                                      |
| 2003      | Carandiru - A börtönlázadás (Carandiru)                                      | Lady Di                            |                      | film                                                    |
| 2003      | Charlie angyalai: Teljes gázzal (Charlie's Angels: Full Throttle)            | Randy Emmers                       | Garai Róbert         | cameoszerep                                             |
| 2003      | Igazából szerelem (Love Actually)                                            | Karl                               | Csík Csaba Krisztián |                                                         |
| 2003      | Tavasz Rómában (The Roman Spring of Mrs Stone)                               | fiatalember                        |                      | tévéfilm                                                |
| 2003      | (Mulheres Apaixonadas)                                                       | Diogo Ribeiro                      |                      | brazil telenovella                                      |
| 2004      | (A Dona da História)                                                         | fiatal Luiz Cláudio                |                      |                                                         |
| 2005      | (Hoje é Dia de Maria)                                                        | Amado                              |                      | brazil minisorozat                                      |
| 2006–2007 | Lost – Eltűntek (Lost)                                                       | Paulo                              | Hegedűs Miklós       | 3. évad, 14 epizódban                                   |
| 2007      | 300                                                                          | I. Xerxész                         | Welker Gábor         | jelölés – MTV Movie Award a legjobb negatív szereplőnek |
| 2007      | (Não Por Acaso)                                                              | Pedro                              |                      |                                                         |
| 2008      | (Live, Love, Laugh, But...)                                                  | Bellboy                            |                      | rövidfilm                                               |
| 2008      | Piros öv (Redbelt)                                                           | Bruno Silva                        |                      |                                                         |
| 2008      | Leonera                                                                      | Ramiro                             |                      |                                                         |
| 2008      | Che                                                                          | Raúl Castro                        |                      |                                                         |
| 2008      | (Os Desafinados)                                                             | fiatal Joaquim / Antonio Goldfaber |                      | film                                                    |
| 2009      | Diploma után (Post Grad)                                                     | David Santiago                     | Kárpáti Levente      |                                                         |
| 2009      | (I Love You Phillip Morris)                                                  | Jimmy                              |                      |                                                         |
| 2009      | (Som & Fúria)                                                                | Sanjay                             |                      | brazil minisorozat                                      |
| 2010      | (Afinal, o Que Querem as Mulheres?)                                          | Rodrigo Santoro                    |                      | brazil minisorozat                                      |
| 2010      | (Manual para se defender de alienigenas, zumbis e ninjas)                    | ninja                              |                      | rövidfilm                                               |
| 2010      | (Papai Noel Existe)                                                          | Robson Luiz                        |                      | brazil sorozat                                          |
| 2011      | (There Be Dragons)                                                           | Oriol                              |                      |                                                         |
| 2011      | Rio                                                                          | Túlio / bemondó                    | Simon Kornél         | csak hang                                               |
| 2011      | (Meu País)                                                                   | Marcos                             |                      | film                                                    |
| 2011      | (Homens de Bem)                                                              | Ciba                               |                      | tévéfilm                                                |
| 2012      | (Reis e Ratos)                                                               | Roni Rato                          |                      |                                                         |
| 2012      | (Hemingway & Gellhorn)                                                       | Zarra                              |                      | tévéfilm                                                |
| 2012      | (As Brasileiras)                                                             | Carioca                            |                      | egy epizód                                              |
| 2012      | (Heleno)                                                                     | Heleno de Freitas                  |                      | film                                                    |
| 2012      | Várandósok – Az a bizonyos kilenc hónap What to Expect When You're Expecting | Alex                               | Dévai Balázs         | jelölés – ALMA Awards a kedvenc filmszínésznek          |
| 2013      | (Rio 2096: A Story of Love and Fury)                                         |                                    |                      | csak hang                                               |
| 2013      | Erőnek erejével The Last Stand                                               | Frank Martinez                     | Hujber Ferenc        |                                                         |
| 2014      | 300: A birodalom hajnala (300: Rise of an Empire)                            | I. Xerxész                         | Welker Gábor         | posztprodukció                                          |
| 2014      | Rio 2. (Rio 2)                                                               | Túlio                              | Simon Kornél         |                                                         |
| 2014      | Rio, szeretlek! (Rio, I Love You)                                            | Ele                                |                      |                                                         |
| 2015      | Focus – A látszat csal (Focus)                                               | Garriga                            | Nagy Ervin           |                                                         |
| 2015      | A harminchármak (The 33)                                                     | Laurence Golborne                  | Welker Gábor         |                                                         |
| 2016      | Jane a célkeresztben (Jane Got a Gun)                                        | Fitchum                            | Welker Gábor         |                                                         |
| 2016      | Ben-Hur (Ben-Hur)                                                            | Jézus                              | Dévai Balázs         |                                                         |
| 2016      | (Dominion)                                                                   | Carlos                             |                      |                                                         |
| 2016      | Pelé (Pelé: Birth of a Legend)                                               | Brazil kommentátor                 | Welker Gábor         |                                                         |
| 2018      | (A Translator)                                                               | Malin                              |                      |                                                         |
| 2019      | (Turma da Mônica: Laços)                                                     | Nutty Ned                          |                      |                                                         |
| 2019      | Klaus – A karácsony titkos története (Klaus)                                 | Jasper                             | Czető Roland         | Brazil hang                                             |
| 2020      | Project Power: A por ereje (Project Power)                                   | Biggie                             | Welker Gábor         |                                                         |